# Missouri City (Texas)
Missouri City és una població dels Estats Units a l'estat de Texas. Segons el cens del 2005 tenia 63.910 habitants.

## Demografia
Segons el cens del 2000, Missouri City tenia 52.913 habitants, 17.069 habitatges, i 14.645 famílies. La densitat de població era de 687,9 habitants/km².
Dels 17.069 habitatges en un 48,6% hi vivien nens de menys de 18 anys, en un 70,2% hi vivien parelles casades, en un 12,5% dones solteres, i en un 14,2% no eren unitats familiars. En l'11,9% dels habitatges hi vivien persones soles el 2,4% de les quals corresponia a persones de 65 anys o més que vivien soles. El nombre mitjà de persones vivint en cada habitatge era de 3,09 i el nombre mitjà de persones que vivien en cada família era de 3,36.
Per edats la població es repartia de la següent manera: un 30,8% tenia menys de 18 anys, un 7% entre 18 i 24, un 31% entre 25 i 44, un 25,7% de 45 a 60 i un 5,4% 65 anys o més.
L'edat mediana era de 36 anys. Per cada 100 dones de 18 o més anys hi havia 89,9 homes.
La renda mediana per habitatge era de 72.434$ i la renda mediana per família de 77.762$. Els homes tenien una renda mediana de 51.013$ mentre que les dones 36.786$. La renda per capita de la població era de 27.210$. Aproximadament el 2,4% de les famílies i el 3,3% de la població estaven per davall del llindar de pobresa.

## Poblacions més properes
El següent diagrama mostra les poblacions més properes.